# The Genius of Ray Charles
The Genius of Ray Charles – szósty album studyjny amerykańskiego muzyka Raya Charlesa, wydany w 1959 roku. W 2003 album został sklasyfikowany na 263. miejscu listy 500 albumów wszech czasów magazynu „Rolling Stone”.
The Genius of Ray Charles jest przełomowym albumem w historii muzyki, gdyż właśnie na nim Ray wzbogaca swą muzykę o gatunki inne niż rhythm and blues. Wytwórnia Atlantic udzieliła Charlesowi pełnego wsparcia w produkcji i aranżacji płyty.
Strona A albumu składa się z piosenek nagranych przez Raya i jego zespół z Davidem „Fatheadem” Newmanem oraz członkami grup Counta Basiego i Duke’a Ellingtona w aranżacji Quincy’ego Jonesa.
Strona B z kolei zawiera sześć ballad w aranżacji Ralpha Burnsa, nagranych z udziałem orkiestry. Wykonanie Charlesa „Come Rain or Come Shine”, piosenki identyfikowanej z Frankiem Sinatrą, zwróciło uwagę słuchaczy na głos muzyka, bez towarzyszącego mu dotychczas pianina i zespołu.
Piosenki „Let the Good Times Roll” oraz „Don’t Let the Sun Catch You Crying” są hołdem wobec Louisa Jordana, legendarnego amerykańskiego muzyka jazzowego.

## Lista utworów

### Strona A
| 1. | „Let the Good Times Roll (piosenka Louisa Jordana)” (Sam Theard/Fleecie Moore) | 2:53  |
|    |                                                                                |       |
| 2. | „It Had to Be You” (Gus Kahn/Isham Jones)                                      | 2:45  |
|    |                                                                                |       |
| 3. | „Alexander's Ragtime Band” (Irving Berlin)                                     | 2:53  |
|    |                                                                                |       |
| 4. | „Two Years of Torture” (Percy Mayfield/Charles Joseph Morris)                  | 3:25  |
|    |                                                                                |       |
| 5. | „When Your Lover Has Gone” (E. A. Swan)                                        | 2:51  |
|    |                                                                                |       |
| 6. | „'Deed I Do” (Walter Hirsch/Fred Rose)                                         | 2:27  |
|    |                                                                                |       |
|    |                                                                                | 17:14 |
|    |                                                                                |       |

### Strona B
| 1. | „Just for a Thrill” (Lil Armstrong/Don Raye)             | 3:26  |
|    |                                                          |       |
| 2. | „You Won’t Let Me Go” (Bud Allen/Buddy Johnson)          | 3:22  |
|    |                                                          |       |
| 3. | „Tell Me You’ll Wait for Me” (Charles Brown/Oscar Moore) | 3:25  |
|    |                                                          |       |
| 4. | „Don’t Let the Sun Catch You Crying” (Joe Greene)        | 3:46  |
|    |                                                          |       |
| 5. | „Am I Blue” (Grant Clarke/Harry Akst)                    | 3:41  |
|    |                                                          |       |
| 6. | „Come Rain or Come Shine” (Johnny Mercer/Harold Arlen)   | 3:42  |
|    |                                                          |       |
|    |                                                          | 21:22 |
|    |                                                          |       |